# Lago del Narèt
Lago del Narèt är ett vattenmagasin i Schweiz. Det ligger i den sydöstra delen av landet. Lago del Narèt ligger 2 271 meter över havet. Arean är 0,64 kvadratkilometer. Den sträcker sig 0,9 kilometer i nord-sydlig riktning, och 1,0 kilometer i öst-västlig riktning.
Trakten runt Lago di Naret består i huvudsak av gräsmarker och kala bergstoppar.